# دنیای مردگان (فیلم ۱۹۸۵)
«دنیای مردگان» (انگلیسی: Underworld) فیلمی در ژانر ترسناک و علمی–تخیلی است که در سال ۱۹۸۵ منتشر شد. از بازیگران آن می‌توان به دنهلم الیوت، میراندا ریچاردسون، استیون برکوف، ارت مالک، و اینگرید پیت اشاره کرد.